# Johan Ludvig Emil Dreyer

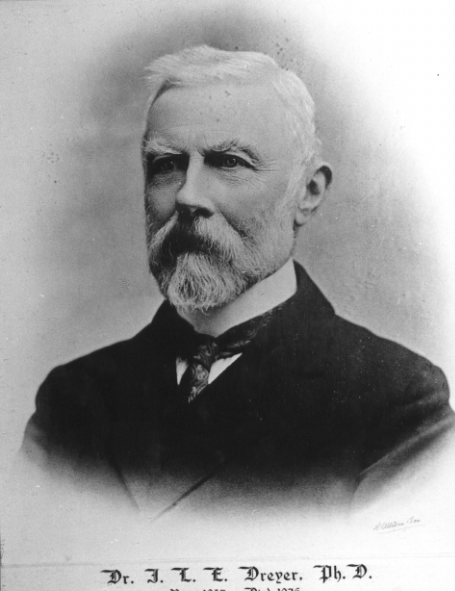
Johan Ludvig Emil Dreyer

Johan Ludvig Emil Dreyer (* 13. Februar 1852 in Kopenhagen; † 14. September 1926 in Oxford) war ein dänischer Astronom und Wissenschaftshistoriker. In der Himmelskunde wurde er vor allem durch den NGC-Katalog bekannt, ein Verzeichnis von über 7000 Sternhaufen, Nebeln und Galaxien.

## Leben
Dreyers Vater war der Offizier, zuletzt Generalmajor, Frederik Dreyer. Seine Mutter war dessen Gattin Ida Nicoline Margrethe, geb. Randrup (* 28. Dezember 1812 in Kopenhagen; 1. März 1893 ebenda).
Bereits während seiner Schulzeit in Kopenhagen bewies Dreyer außergewöhnliches Talent in Mathematik, Physik und Geschichte. Astronomie und Wissenschaftsgeschichte waren die Fachgebiete, in denen er später besonders aktiv werden sollte. Vom Jahr 1874 an arbeitete er an dem großen Spiegelteleskop des William Parsons, 3. Earl of Rosse, in Birr Castle, wo er sich intensiv mit nebligen Himmelsobjekten beschäftigte. 1878 bis 1882 war er als Assistent am Dunsink Observatory tätig, dann folgte die Berufung als Direktor des Armagh Observatory.
Dort begann er die Arbeit an seinem Hauptwerk, dem New General Catalogue of Nebulae and Clusters of Stars (NGC). Dabei griff er auf Ergebnisse zurück, die er selbst bereits in Birr Castle gewonnen hatte, sowie auf eine Reihe älterer Nebelkataloge (von William Herschel u. a.) und auf den Second Armagh Catalogue of Stars. Der 1888 publizierte NGC umfasste 7840 Einträge und wurde später durch Supplemente ergänzt, die Index-Kataloge I (1895) und II (1908) mit weiteren 5386 Objekten. Obwohl inzwischen eine Reihe von Spezialkatalogen herausgegeben wurden, blieb der NGC bis heute das Referenzwerk.
Aus der Frühzeit der wissenschaftlich betriebenen Astronomie interessierte Dreyer besonders die Arbeit seines Landsmannes Tycho Brahe. Seine Lebensbeschreibung Brahes (1890) gilt bis heute als Ausgangspunkt aktuellerer Darstellungen des Lebens des Astronomen, ohne dessen Beobachtungsdaten Johannes Kepler sein drittes Gesetz der Planetenbewegung nicht hätte finden können. Ergänzt wurde sie durch die umfassende Ausgabe sämtlicher Werke Tychos in lateinischer Sprache. 1906 veröffentlichte er The History of the Planetary System from Thales to Kepler. 1912 verfasste er die biografische Einführung zu The scientific papers of Sir William Herschel. Hierfür mussten dessen sämtliche Manuskripte kritisch durchgesehen werden, ebenso seine Beobachtungsnotizen (die Dreyer teils durch eigene Nachbeobachtungen ergänzte); hinzu kamen der umfangreiche Briefwechsel und autobiografische Notizen Herschels, die dessen Familie zur Verfügung gestellt hatte.
Dreyer war bis 1916 Direktor des Armagh Observatory in Nordirland. 1901 wurde er zum Ritter des Dannebrogordens ernannt. 1916 erhielt er die Goldmedaille der Royal Astronomical Society. 1923/24 war Dreyer Präsident der Royal Astronomical Society.
Ein Mondkrater ist nach ihm benannt.

## Endnoten
1. 1 2  Dansk Biografisk Leksikon.
2. ↑  Johan Ludvig Emil Dreyer im Gazetteer of Planetary Nomenclature der IAU (WGPSN) / USGS

| Personendaten    | Personendaten             |
| ---------------- | ------------------------- |
| NAME             | Dreyer, Johan Ludvig Emil |
| KURZBESCHREIBUNG | dänischer Astronom        |
| GEBURTSDATUM     | 13. Februar 1852          |
| GEBURTSORT       | Kopenhagen                |
| STERBEDATUM      | 14. September 1926        |
| STERBEORT        | Oxford                    |